# Onthophagus troglodyta
Onthophagus troglodyta là một loài bọ cánh cứng trong họ Bọ hung (Scarabaeidae).